# Annette Imhausen
Annette Imhausen (também conhecida como Annette Warner, Rüsselsheim, 12 de junho de 1970) é uma historiadora da matemática alemã, conhecida por seu trabalho sobre matemática do Antigo Egito. É professora da Universidade de Frankfurt.

## Formação e carreira
Imhausen estudou matemática, química e egiptologia na Universidade de Mainz, aprovada no Staatsexamen em 1996. Continuou a estudar egiptologia e assiriologia na Universidade Livre de Berlim. Obteve um doutorado em história da matemática em Mainz em 2002, orientada por David E. Rowe e James Ritter.
Recebeu um bolsa de estudos do Dibner Institute for the History of Science and Technology (Cambridge, MA) antes de obter uma Junior Research Fellowship na Universidade de Cambridge de 2003 a 2006. Retornou a Mainz como professora assistente de 2006 a 2008, sendo professora em Frankfurt em 2009.

## Contribuições
Imhausen é destaque na série da BBC TV The Story of Maths.
Sua tese, Ägyptische Algorithmen. Eine Untersuchung zu den mittelägyptischen mathematischen Aufgabentexten, foi publicada pela Harrassowitz Verlag em 2002 (Ägyptologische Abhandlungen, vol. 65). É também autora de Mathematics in Ancient Egypt: A Contextual History (Princeton University Press, 2016).